# Bigas Luna
Pour les articles homonymes, voir Luna.
José Juan Bigas Luna, simplement connu comme Bigas Luna, est un réalisateur espagnol né le 19 mars 1946 à Barcelone et mort le 6 avril 2013  à La Riera de Gaià, dans la province de Tarragone.

## Biographie
Bigas Luna est né dans le quartier de Sarrià à Barcelone en 1946. Fils de Carmen de Luna y Wemberg et de José María Bigas y Canals, il étudie au lycée français.
En 1967, il commence des études universitaires en économie, mais est expulsé de l'école. Il s'inscrit ensuite à l'École de Design et d'Ingénierie Technique ELISAVA de l'Université Pompeu-Fabra, dans la vieille ville de Barcelone. En 1969, il crée, avec Carles Riart, l'Estudio Gris, dédié au design industriel et d'intérieur. 
Au début des années 70, il se lance dans la peinture et tient plusieurs expositions. Il y fait la connaissance de Dalí, par le biais d'Òscar Tusquets, avec qui il devient ami.
En 1973, Fernando Amat inaugure la Sala Viçon avec son exposition Neuf tables cassées (9 Mesas Rotas), ce qui lui permet de se lancer dans la cinématographie avec quelques courts-métrages. Après son exposition 200 photographies Polaroid (200 fotografías Polaroid) en juin 1975, il débute la réalisation de son tout premier long-métrage, Tatouage.
Bigas Luna est membre du jury lors de la Mostra de Venise 2006.
Installé dans la province de Tarragone en Catalogne, il crée avec sa femme une entreprise de produits biologiques.
En 1999, il reçoit la Médaille d'or du mérite des beaux-arts de la part du ministère espagnol de l'Éducation, de la Culture et des Sports.
Il meurt à son domicile le 6 avril 2013, des suites d'une leucémie.

## Filmographie
- 1976 : Tatouage (es) (Tatuaje)
- 1977 : Historias impúdicas (es)
- 1978 : Bilbao (es)
- 1979 : Caniche
- 1981 : Renacer ou Reborn
- 1985 : Kiu i els seus amics (série télévisée)
- 1986 : Lola
- 1987 : Angoisse (Angustia)
- 1990 : Les Vies de Loulou (Las edades de Lulú)
- 1992 : Jambon, jambon (Jamón, jamón)
- 1993 : Macho (Huevos de oro)
- 1994 : La Lune et le Téton (La teta y la luna)
- 1995 : Lumière et Compagnie (Lumière y compañía), film omnibus : un segment
- 1996 : Bámbola
- 1997 : La Femme de chambre du Titanic (La camarera del Titanic)
- 1999 : Volavérunt
- 2001 : Son de mar
- 2002 : Collar de moscas (court métrage)
- 2006 : Yo soy la Juani
- 2007 : Con el corazón (court métrage)
- 2010 : Di Di Hollywood

## Distinctions
- Prix de l'Âge d'or 1981 pour Caniche
- Mostra de Venise 1994 : Osella d'or du meilleur scénario pour La Lune et le Têton